# Minima deterrenza
Nella strategia nucleare, il concetto di minima deterrenza è un'applicazione della teoria della deterrenza in cui una nazione decide di essere in possesso di un quantitativo di armi nucleari sufficiente a dissuadere un avversario dall'attaccare. 

## Concetti e svantaggi
La vera e propria minima deterrenza è una dottrina che abbraccia il principio del no first use, secondo il quale l'unica missione delle armi nucleari è quella di scoraggiare una potenza nucleare dai suoi intenti rendendo il costo di un eventuale primo attacco inaccettabilmente alto; di conseguenza, perché l'arsenale da minima deterrenza di uno Stato sia considerato credibile, esso deve garantire che qualsiasi attacco innescherebbe un attacco di rappresaglia, il quale, benché non così distruttivo da costituire un vero e proprio "secondo colpo" di potenza uguale al primo, sia tuttavia di tale portata da essere considerato temibile.
Il concetto di minima deterrenza rappresenta quindi un modo per risolvere il dilemma della sicurezza pur evitando una corsa agli armamenti. Come dimostrato dagli eventi delle guerra fredda, quando i governi percepiscono che i propri arsenali e le proprie infrastrutture sarebbero vulnerabili ad un primo attacco nucleare da parte di un avversario, la loro tendenza è quella di espandere il proprio arsenale, così da guadagnare un vantaggio in termini di potenza rispetto al rivale, il quale, di conseguenza, agirà nello stesso modo, in una continua ricerca di superiorità. Tuttavia, l'eliminazione di questa vulnerabilità percepita riduce l'incentivo a produrre armi più numerose e avanzate e, al massimo, fa dirigere gli sforzi di una nazione verso l'ammodernamento del proprio arsenale - soprattutto quando questa si confronta con una nazione avente potenza superiore - piuttosto che sul suo aumento in termini di volume. Così, ad esempio, poiché l'arsenale nucleare degli Stati Uniti d'America supera di gran lunga i requisiti della minima deterrenza ed è strutturato per colpire numerosi obiettivi in più paesi, nonché per condurre secondi attacchi di pari forza con elevata sicurezza, la Cina, che ha deciso di applicare la strategia della minima deterrenza, continua a modernizzare il proprio arsenale, dato che i suoi leader sono preoccupati per la sopravvivenza del loro arsenale e dell'efficacia dello stesso di fronte ai progressi degli Stati Uniti nei campi della ricognizione strategica, dell'attacco di precisione e della difesa missilistica.
Tuttavia, la strategia della minima deterrenza non è esente da svantaggi, come ad esempio il fatto che la sua adozione richiede sia un'accurata comprensione del livello di danno che un avversario ritiene inaccettabile, soprattutto se tale livello cambia nel tempo tanto da rendere inefficace una strategia di deterrenza precedentemente adottata, sia la capacità di valutare quanto della propria potenza di fuoco potrebbe venire "persa" o "neutralizzata" durante il primo attacco da parte del nemico. Infine, il fatto di adottare tale strategia può porre una nazione in una posizione di svantaggio in una fase di negoziato sugli armamenti, poiché essa non può concedere ulteriori riduzioni del proprio arsenale se non al rischio di aumentare pericolosamente la propria vulnerabilità, fornendo a un potenziale avversario un incentivo ad espandere segretamente le proprie capacità nucleari.

## Adozione
Tra le attuali potenze nucleari, mentre gli Stati Uniti d'America e l'Unione Sovietica hanno entrambi sviluppato significative capacità di primo e secondo attacco durante gli anni della guerra fredda, la Repubblica Popolare Cinese ha invece, come detto, deciso di perseguire una dottrina di minima deterrenza, organizzando un arsenale nucleare solo abbastanza grande da distruggere i punti strategici dell'avversario un avversario, in modo tale che i costi di un primo attacco, previsti in un'analisi costi-benefici che il governo cinese ritiene che i suoi avversari farebbero qualora si trovassero di fronte a decidere se utilizzare o meno armi nucleari, superino i benefici. Un caso a parte è quello di India e Pakistan, che hanno dichiarato di aver adottato quella definiscono una dottrina di "minima deterrenza credibile" (Minimum Credible Deterrence), e di aver basato il proprio programma nucleare su di essa. Tuttavia, mentre la dottrina adottata dall'India include anche il No First Use, con una capacità di secondo attacco assicurata (che si profila anche in risposta all'utilizzo di armi chimiche o biologiche) pur non optando per la distruzione mutua assicurata, quella adottata dal Pakistana, nota anche come N-deterrenza (N-deterrence) o deterrenza completa (Full Spectrum Deterrence), non concorda con il No First Use, prevedendo l'utilizzo di una risposta nucleare a qualunque attacco mosso da un'altra nazione nei confronti del Pakistan con lo scopo di mettere in pericolo l'esistenza stessa del Paese.